# 金星的火山活動

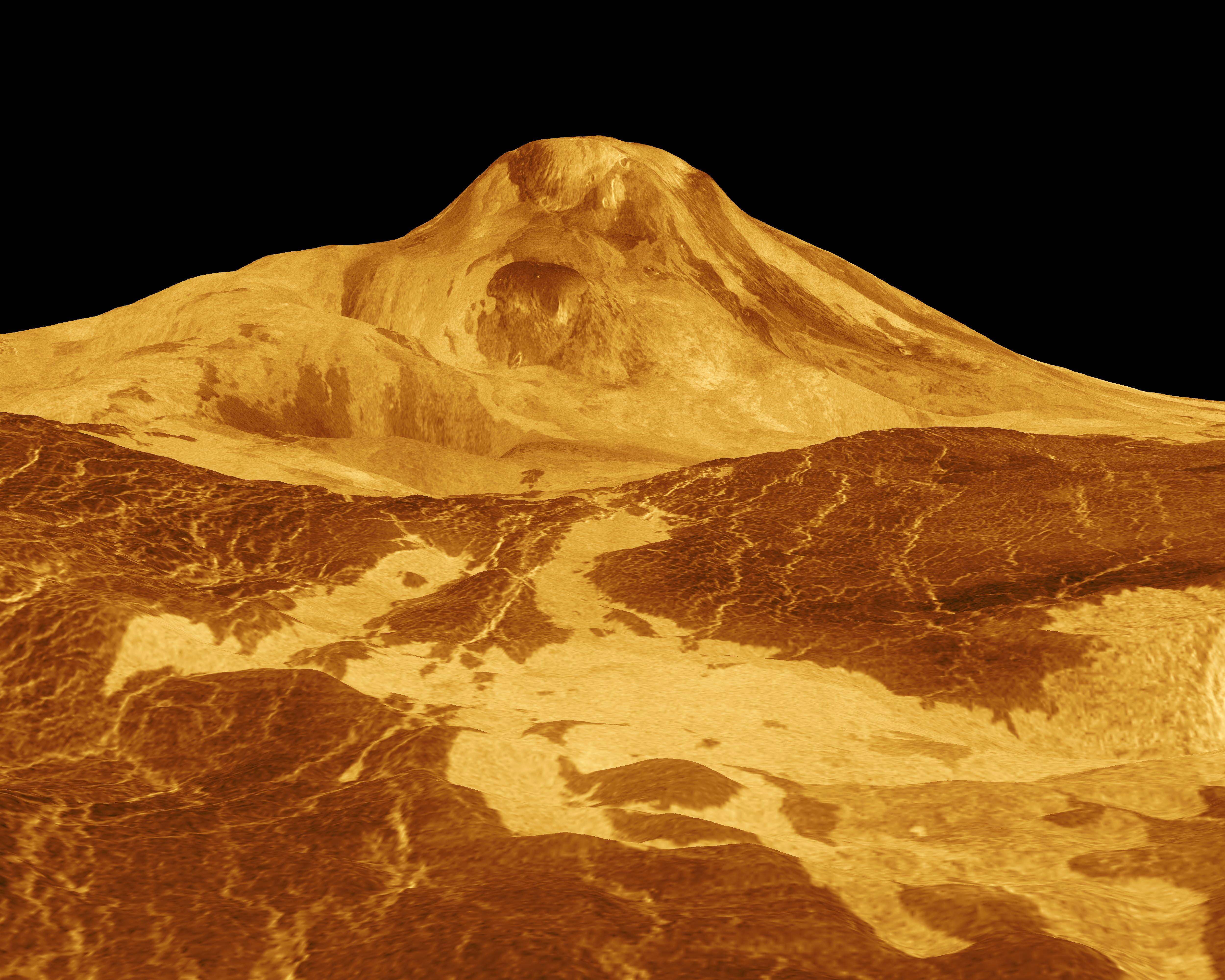
显示在金星表面透视图中8公里高的玛阿特火山，麦哲伦探测器拍摄的雷达图像。

金星表面以火山地貌为主，比太阳系中任何一颗其他行星都拥有更多的火山。其表面90%为玄武岩，约65%的地区都是由火山熔岩平原拼接组成，说明火山活动对它的表面形成起了主要作用。在这里有超过1000座的火山结构，金星可能会周期性地被熔岩淹没，科学家们从地表撞击坑的密度得出，该行星5亿年前可能发生过一次重大的全球性地表更新事件。金星包裹着一层富含二氧化碳的大气层，其浓度是地球的90倍。尽管金星上有1600多座主要的火山，但目前还没有一座正在喷发的火山，而且大多数可能都是很久前就已停止活动的死火山。
然而，麦哲伦探测器的雷达侦测显示，金星最高的火山-玛阿特山有相对较近期的火山活动证据，在它的山顶附近及北侧分布有酷似火山灰流的物质。尽管许多证据表明金星上可能存在火山活动，但目前玛阿特火山的喷发尚未得到证实。尽管如此，2020年1月的最新研究表明，金星目前存在着火山活动。 

## 火山类型
金星上有众多的盾状火山、广泛分布的熔岩流和一些地球上没有的被称为薄饼状穹丘和“蜱状”结构的异样火山。薄饼穹顶火山直径高达24公里(15英里)，高度不超过1.6公里(1英里)，比地球上形成的火山大100倍。它们通常与“冕状物”和“镶嵌地块”联系在一起，镶嵌地块是金星上独有的地貌，为大面积高度变形区，可见到二维或三维褶皱和断裂，而薄饼状穹丘则被认为形成于金星高气压下喷发的高粘性、富含二氧化硅的熔岩。 

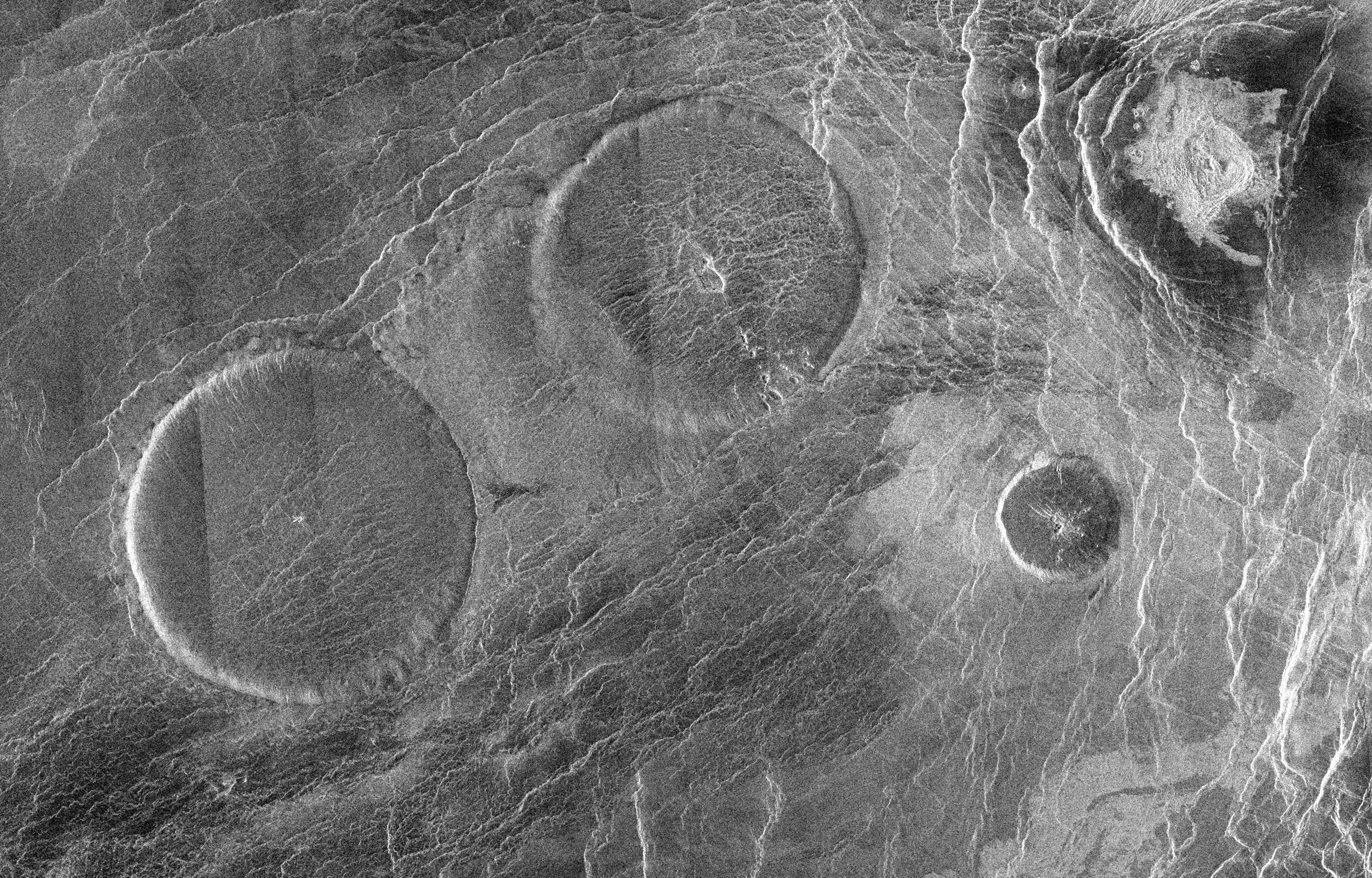
金星艾斯特拉区二座65公里(40英里)宽、不高于1公里(0.62英里)的薄饼状穹丘。

“蜱状”结构又叫贝状边缘穹丘，常被戏称为“虱子”，因为看上去像长有许多条“腿”的穹丘，被认为经历过崩塌或块体运动-如山体周边滑坡，有时可在它们周围看到散落的碎屑堆积物。 

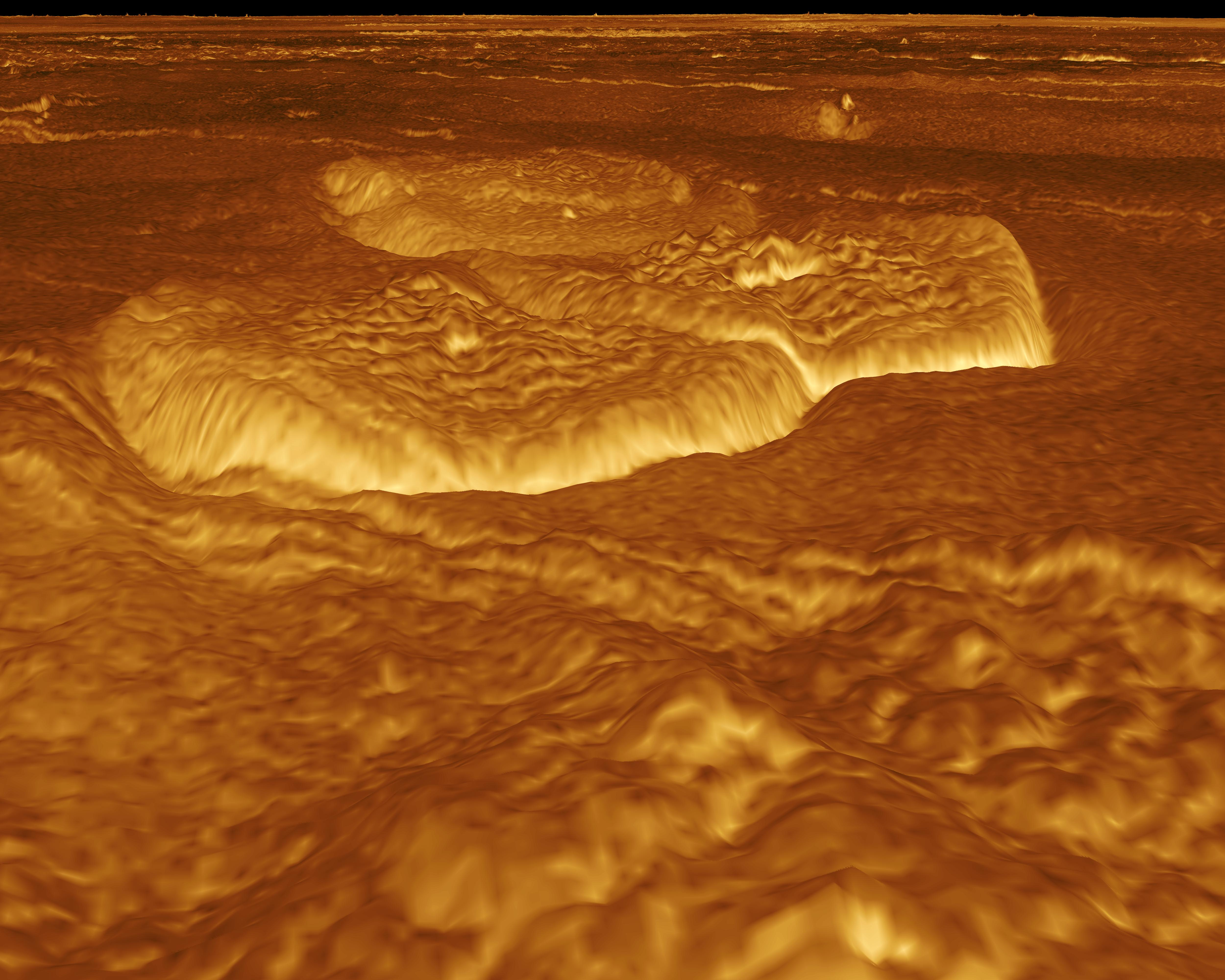
计算机生成的金星薄饼穹丘透视图阿尔法区

地球上的火山主要可分为两种形式：盾状火山和复式火山或层状火山。盾状火山，如夏威夷的火山，形成于地球深处被称为“热点”区所喷出的岩浆。盾状火山的熔岩流动性较高，并且容许气体散逸。复合火山，如圣海伦火山和皮纳图博火山，它们的形成与板块构造有关。在该类型火山形成于海洋地壳板块向下俯冲到另一板块隐没带下方，并伴随有海水的流入，所以产生了一种胶状熔岩，限制了气体逃逸，因此，复合火山往往喷发得更猛烈。

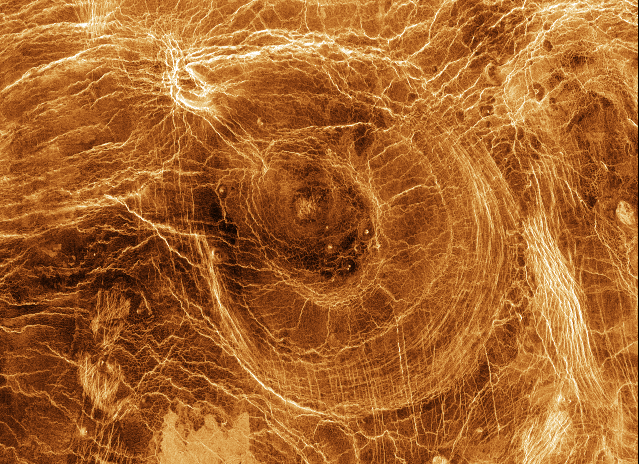
金星上蛛网膜地形的表面特征

金星没有板块运动或海水，火山大多属于盾状火山。尽管如此，金星上的火山型态仍旧与地球的不同。地球上的盾状火山宽约数十公里，高度可达十公里，假如茂纳凯亚火山的高度是从海底测量的话。金星的盾状火山面积可覆盖数百公里，但它们相对平坦，平均高度约1.5公里。大型火山由于其巨大的垂直荷载导致金星岩石圈向下弯曲，在山体周围产生弯曲的凹沟和/或环形断裂。大型火山山体的重量也会导致岩浆库发生类似岩床般的垮塌，从而影响了地表下岩浆的传播。 

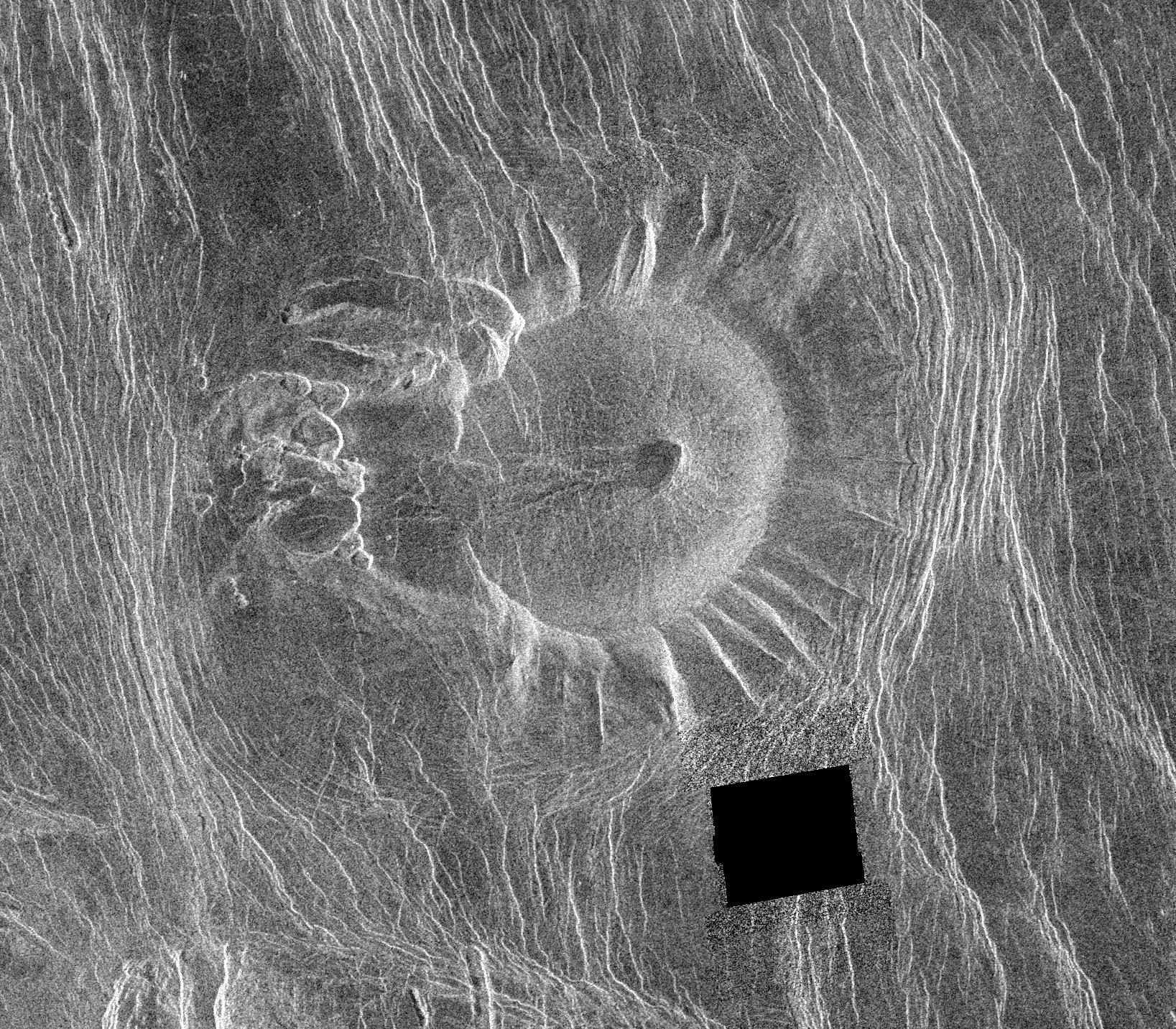
贝状边缘穹丘：“蜱虫”

金星表面其他独特特征是“新星”(由岩脉或地堑造成的放射状结构)和蛛网膜地形。新星的形成是因为大量岩浆被挤压到地表后形成具有很强雷达反射讯号的辐射状山脊和沟槽，这些岩脉环绕岩浆涌出的中心点形成对称的网状结构，这些结构也可能会因岩浆库的塌陷而下陷。 
蛛网膜地形之所以这么命名，是因为它们类似于蜘蛛网，具有几个同心的卵形，周围环绕着一个复杂的放射状裂缝网，与新星类似。目前总共确认了250多处蛛网膜地形区域，但尚不清楚它们是否有共同的形成起源，抑或是不同地质作用的结果。

## 近期的火山活动
金星上的火山活动都发生在过去的250万年内，目前尚无绝对的证据表明金星上有任何一座火山近期发生过喷发。最新的雷达图像显示了1000多个火山结构，并有迹象表明该行星地表可能会因泛滥的熔岩而被周期性地改变。除了雷达图像外，还有表明火山活动还在发生的确凿证据，包括高层大气中二氧化硫含量的异常变化，二氧化硫是火山释气中重要的组成部分。然而，低层大气中二氧化硫含量却一直保持稳定，这意味着上方云层中二氧化硫浓度的增加可能是全球大气变化所致。尽管大气变化可能是显示金星上曾产生过火山喷发的证据，但很难确定它们是否还在喷发。2014年3月，发现了金星上火山持续活动的首个直接证据，在甘尼斯裂谷(Ganis Chasm)带边缘上空，靠近盾状火山萨帕斯山附近，出现了红外线“闪光“。这些闪光也曾在2008年和2009年的两至三个地球日期间被观测到，并认为是由火山喷发释放的炽热气体或熔岩产生的。科学家们怀疑玛阿特山、奥扎山(Ozza Mon)和萨帕斯山可能是三座活跃的火山。2020年，马里兰大学在瑞士国家科学基金会和美国宇航局支持下进行的一项研究发现，有37座金星冕状物显示出持续活动的迹象。马里兰大学的劳伦特·蒙特西教授说：“我们可以指着某座火山说，瞧，这不是一座古老的火山，而是一座活跃在今天的火山，它也许休眠了，却不是死亡……”，这些活跃的冕状物位置上相互靠近在一起，所以安置地质调查设备现在变得更方便了。
 

### 闪电
金星上的闪电可能是检测火山活动或大气对流的一种手段，因此人们致力于探测金星上可能出现的闪电，虽然没有直接观测到闪电，但最有说服力的证据是所有四架金星着陆器在云层下都记录到了甚低频（VLF）无线电波辐射。日本轨道飞行器黎明号探测器目前正在搜索金星上的可见闪电以及其他科学目标。

### 探索
2010年4月，苏珊娜·斯姆雷卡尔(Suzanne Smrekar)等人公布，金星快车观测到了大约25万年前或更短时间内喷发的三座火山，这表明金星会周期性地被熔岩流覆盖。她提出了两项前往金星的任务来勘查这颗行星：一艘是“金星起源探索者”(VOX)，另一艘是“真相号”(VERITAS)。与此同时，日本黎明号探测器自2015年12月来仍在环绕金星运行，其目标之一是使用其红外摄像机扫描活跃的火山活动，但承担此项任务的红外探测器在2016年12月经过短时间观测后就因发生故障而停止工作了。
 

## 参阅
- 木卫一的火山活动
- 火星的火山活动